# تک‌تاز
تک‌تاز (به فرانسوی: Le Marginal) یک فیلم اکشن و جنایی فرانسوی محصول سال ۱۹۸۳ میلادی به کارگردانی ژاک دوره با بازی ژان-پل بلموندو است. موسیقی این فیلم توسط انیو موریکونه ساخته شده‌است.

## داستان
کمیسر جردن (ژان-پل بلموندو) به دنبال دستگیری ماکاچی رئیس باند موادمخدر در شهر مارسی است. به دنبال یک دسیسه جسدی در آپارتمان جردن پیدا می شود و او را به قسمت دیگری منتقل می‌کنند. اما جردن با کمک همکار جدیدش همچنان به دنبال ماکاچی است ...

## بازیگران
- ژان-پل بلموندو در نقش فیلیپ جردن
- هنری سیلوا در نقش ساور مکاچی
- کارلوس سوتو شهردار در نقش لیویا ماریا دولورس
- پیر ورنیه به عنوان بازرس روژینسکی
- موریس سد در نقش تونتون
- چکی کاریو در نقش فرانسیس پیرون
- میشل رابین در نقش آلفرد گونت
- ژان-کلود دریفوس به عنوان ترانسسیت[۳]
- ژان-روژه میلو

## بازخورد فیلم
این فیلم با فروش ۴٬۹۵۶٬۹۲۲ بلیط، سومین فیلم سینمایی پربیننده سال ۱۹۸۳ در فرانسه بود.